# Nell Tiger Free
Nell Tiger Free (nacida Nell Pickford Free; Surrey, 1 de octubre de 1999) es una actriz y cantante británica, más conocida por interpretar a Myrcella Baratheon en la serie Juego de tronos, Janey Carter en Too Old To Die Young y actualmente protagoniza la serie de terror psicológico de Apple TV+, Servant (2019-2023 como Leanne Grayson). 

## Biografía
Debutó como actriz en la película Broken (2012), donde interpretó a Anna. Ese mismo año participó en la película Mr. Stink como Chloe Crumb. En 2014 hizo su aparición en la serie Endeavour como Bunty Glossop en el episodio "Nocturne". En 2015 fue elegida para interpretar a la princesa Myrcella Baratheon en la serie de HBO Game of Thrones, en reemplazo de Aimee Richardson. En 2019 interpretó a Savannah en la película  Wonderwell y a Janey Carter en la serie de Amazon Prime Video Too Old to Die Young. Interpretó a Leanne Grayson en la serie de Apple TV+ Servant, durante cuatro temporadas.
Interpreta a Margaret Daino en The First Omen (La Primera Profecía), precuela del film "The Omen" de 1976. El estreno en Estados Unidos fue el día 5 de abril de 2024.

## Filmografía

### Cine y televisión
| Año       | Título                            | Papel              | Notas                |
| --------- | --------------------------------- | ------------------ | -------------------- |
| 2012      | Broken                            | Anna               |                      |
| 2012      | Mr. Stink                         | Chloe Crumb        | Telefilme            |
| 2014      | Endeavour                         | Bunty Glossop      | Episodio: "Nocturne" |
| 2015-2016 | Juego de tronos                   | Myrcella Baratheon | 6 episodios          |
| 2019      | Wonderwell                        | Savannah           |                      |
| 2019      | Too Old to Die Young              | Janey Carter       | Protagonista         |
| 2021      | Sobreviviendo en marte (Settlers) | Remmy              | Protagonista         |
| 2019-2023 | Servant                           | Leanne Grayson     | Protagonista         |
| 2024      | The First Omen                    | Margaret Daino     | Protagonista         |